# August Hermann Franke
August Hermann Franke (* 30. August 1853 in Sundern  (heute Gütersloh); † 31. Mai 1891 in Montreux) war ein deutscher evangelischer Theologe und Kirchenlieddichter.

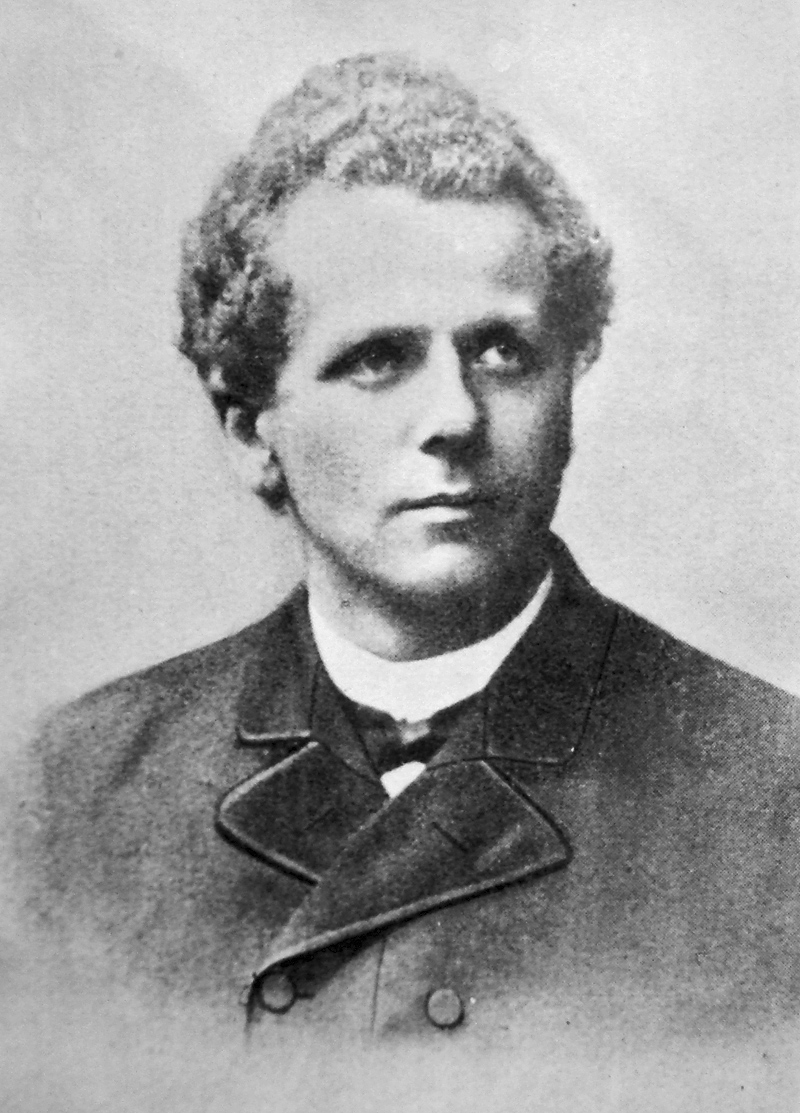
August Hermann Franke

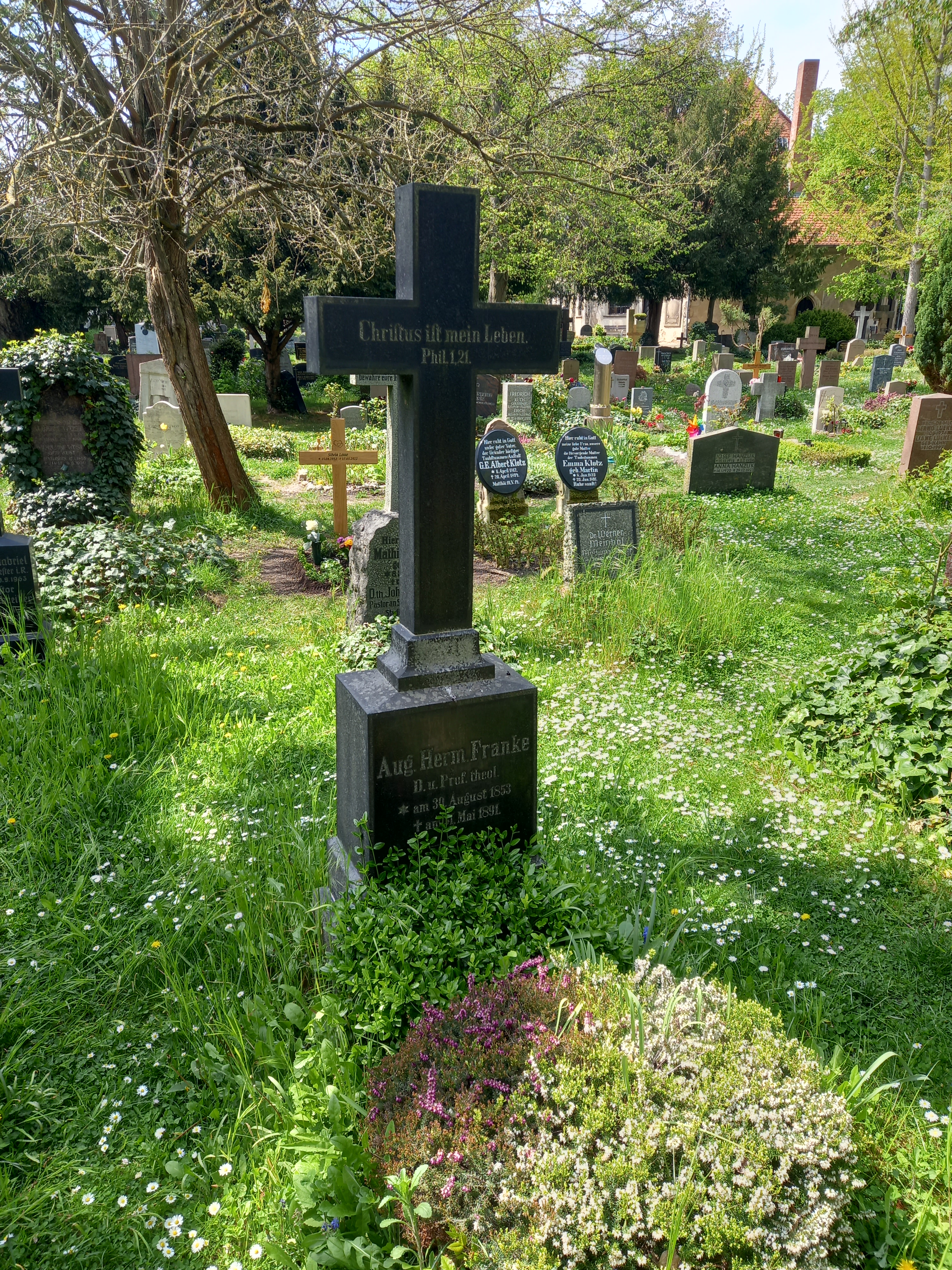
Grab von August Hermann Franke auf dem evangelischen Laurentiusfriedhof in Halle

## Leben
August Hermann Franke wurde am 30. August 1853 in Sundern als Sohn eines Lehrers geboren. Sein Vater wurde als Vorsteher eines Waisen- und Armenhauses nach Barmen berufen, wo Franke das Gymnasium besuchte. Nachdem er sein Abitur bestanden hatte, bezog er 1872 die Universität Leipzig zum Theologiestudium. Zwei Jahre darauf wechselte er an die Universität Bonn, wobei er nebenbei zur Finanzierung des Studiums an einer höheren Mädchenschule lehrte. Wegen Überanstrengungen litt Franke ab 1876 an starken Lungenblutungen, trotzdem konnte er Ende dieses Jahres sein erstes theologisches Examen bestehen. Nachdem er den Winter über in Montreux gewesen war, ernannte ihn 1878 die Universität Bonn zum Lizentiaten der Theologie. Ab November hielt er sich am königlichen Kandidatenstift zu Berlin auf, wo er im Folgejahr Assistent wurde. Dabei unterrichtete er über das Alte und das Neue Testament. Wegen einer Lungenentzündung aber musste er diese Stelle bald schon abgeben.
Nachdem es Franke wieder besser ging, wirkte er als Inspektor am Tholuck-Konvikt in Halle (Saale). 1881 schließlich wurde er für das Neue Testament habilitiert. Drei Jahre später wurde er als besoldeter außerordentlicher Professor an der theologischen Fakultät der Universität Halle eingestellt, bereits im Folgejahr wechselte er als ordentlicher Professor an die Universität Kiel. 1889 trat er schon in den Ruhestand und starb während eines Erholungsaufenthaltes in Montreux am 31. Mai 1891 wegen seines Lungenleidens. Er wurde auf dem Halleschen Laurentiusfriedhof bestattet.
Wegen seiner Erkrankung schrieb Franke abgesehen von seiner Habilitationsschrift nur ein einziges wissenschaftliches Werk. Daneben schrieb er Aufsätze zur Kommentierung der Paulusbriefe. Auch verfasste er geistliche Lieder, die von der Erweckungsbewegung seiner Zeit beeinflusst waren. Drei seiner Lieder wurden in Gesangbücher aufgenommen.

A. H. Franke – Deutsche Psalmen, Gotha, 1899

## Werke

### Theologie
- Die Stellung des Johannes zum Volke des alten Bundes. Habilitationsschrift. 1882.
- Das Alte Testament bei Johannes: Ein Beitrag zur Erklärung und Beurteilung der johanneischen Schriften. 1885.

### Lieder und Gedichte
- Deutsche Psalmen, Geistliche Lieder und Gedichte. Gotha 1889.
- Nun aufwärts froh den Blick gewandt. 1889. (EG 394)
- Nun nimm mich an, du Gott der Gnaden.
- Mehr Glauben verleih mir.